# Leerling (vrijmetselarij)
Een leerling is binnen de vrijmetselarij de benaming die gegeven wordt aan een nieuw opgenomen vrijmetselaar in opleiding.  De leerling moet gedurende een bepaalde periode zich een aantal eigenschappen eigen maken en informatie verwerven en beter bekend worden met de beginselen, gebruiken en tradities van de vrijmetselarij.  De leerling wordt ingewijd in de geheimen van de vrijmetselarij.
De leerling is de eerste graad van lidmaatschap die gehanteerd wordt binnen de blauwe vrijmetselarij die werkt met de drie symbolische basisgraden.
Als de leerling eenmaal een voldoende hoog basisniveau heeft bereikt, wordt hij gepromoveerd tot gezel.  Dit inwijdingsproces wordt filiatie genoemd.